# Maizeray
Maizeray é uma comuna francesa na região administrativa de Grande Leste, no departamento de Meuse. Estende-se por uma área de 3,87 km². Em 2010 a comuna tinha 32 habitantes (densidade: 8,3 hab./km²).